# Aitzol Atutxa
Aitzol Atutxa Gurtubai (Dima, Vizcaya, 17 de julio de 1988) es un deportista y empresario español, destacado en el País Vasco por su desempeño como aizkolari o cortador de troncos.
En su carrera como deportista, desde el año 2007 a la actualidad que es campeón de Vizcaya y del 2014 al 2018 campeón del País Vasco como aizcolari. Es licenciado en Ciencias Empresariales por la Universidad del País Vasco y licenciado en Dirección de Empresas. El año 2020 se hizo propietario del restaurante Garena Jatetxea en su natal Dima.
El año 2022 formó parte del reality show de supervivencia El conquistador del fin del mundo, donde fue capitán de uno de los equipos competidores.

## Logros deportivos
- Campeonato de Aizkolaris de Euskadi (5 veces campeón[3]): 2014, 2015, 2016, 2017, 2018.
- Campeonato de Aizkolaris de Vizcaya (15 veces campeón): 2007, 2008, 2009, 2010, 2011, 2012, 2013, 2014, 2015, 2016, 2017, 2018, 2019, 2020, 2021.
- Campeonato de Aizkolaris en pareja de Vizcaya (16 veces campeón): 2005, 2006, 2007, 2008, 2009, 2010, 2011, 2012, 2013, 2014, 2015, 2016, 2017, 2018, 2019, 2020.
- "Bizkaiko Aizkora Open Txapelketa" (4 veces campeón): 2007, 2008, 2009, 2010.
- Copa de Oro de San Sebastipan (4 veces campeón): 2015, 2016, 2017, 2018.
- "Bost Kirol" (1 vez campeón): 2019, junto a Inhar Urruzuno.
- Hacha de Oro (9 veces campeón):
  - Individuales (2 veces campeón): 2016, 2017.
  - En parejas (7 veces campeón): 2008, 2009, 2011, 2014, 2015, 2016, 2017.
- Premio Ramón Latasa (3 veces ganador): 2014, 2018, 2022.